# Société informatique de France
Pour les articles homonymes, voir SIF.
La Société informatique de France (SIF) est une association française fondée en 1985 sous le nom de Société des personnels enseignants et chercheurs en informatique de France (SPECIF). Elle a changé de nom, d'objet et de statuts le 31 mai 2012. 
La Société informatique de France a pour but :
- de favoriser le développement de l'enseignement et de la recherche en informatique,
- de développer les échanges entre les établissements d’enseignement de l’informatique, les organismes et laboratoires de recherche et le monde socio-économique,
- et plus généralement, de favoriser, par la formation tout au long de la vie et la recherche, l’évolution professionnelle des acteurs, publics ou privés, du secteur,
- et d’œuvrer à ce que l’informatique et les sciences du numérique contribuent au développement économique et social.

La SIF est formée de membres individuels (personnes physiques) et de personnes morales (associations 1901, établissements d’enseignement ou de recherche, instituts, laboratoires de recherche ou départements d’enseignement, sociétés publiques ou privées). La SIF rassemble les personnes partageant les valeurs et objectifs de l’association, qu'ils soient enseignants-chercheurs, chercheurs, enseignants, informaticiens, amateurs d'informatique, etc.
L'association est administrée par un conseil d'administration de 24 membres et un bureau élus conformément à ses statuts. Elle est aussi dotée d'un conseil scientifique.

## Histoire
La Société des personnels enseignants et chercheurs en informatique de France (SPECIF) a été créée en 1985. Claude Pair a été son premier président.
La SPECIF fut membre fondateur de l'Association des sciences et technologies de l'information (ASTI). Avec la disparition de cette dernière fin 2011, l'absence de toute société savante en informatique pousse SPECIF à reprendre le flambeau. Elle change de statuts et prend le nom de Société informatique de France (SIF) lors d'une assemblée générale extraordinaire le 31 mai 2012.

## Activités
- Prix Gilles-Kahn
- Prix Lovelace-Babbage de l'Académie des sciences et la Société informatique de France.
- 1024[2] : bulletin de la Société informatique de France (SIF). Cette revue paraît au printemps et à l'automne. Elle est consultable en ligne, les adhérents de la SIF la reçoivent gratuitement. En 2022, le rédacteur en chef est Denis Pallez (maître de conférences en informatique à l'université Côte d'Azur)[3].